# مسابقه اسلم دانک
مسابقه اسلم دانک ان‌بی‌ای (انگلیسی: Slam Dunk Contest) یک رقابت سالانه بسکتبال است که در طول ان‌بی‌ای آل-استار ویکند برگزار می‌شود.
این مسابقه نخستین بار توسط لیگ رقیب (ای‌بی‌ای) طراحی و در بازی آل-استار سال ۱۹۷۶‌ای‌بی‌ای در دنور اجرا شد. قهرمان اولیه جولیوس اروینگ از تیم نیویورک نتس بود. به‌دنبال ادغام‌ای‌بی‌ای و ان‌بی‌ای در همان سال، این رقابت از فصل ۷۷–۱۹۷۶ به ان‌بی‌ای منتقل شد.
تا سال ۱۹۸۴ هیچ مسابقه اسلم دانک دیگری در سطح حرفه‌ای برگزار نشد. فرمت این مسابقه در طول سال‌ها تغییرات زیادی داشته است، از جمله استفاده از رأی‌گیری مردمی، از طریق ارسال پیامک، برای مشخص کردن برنده دور نهایی که تا سال ۲۰۱۴ ادامه داشت.